# FUT7
Альфа-(1, 3)-фукозилтрансфераза 7 (англ. Alpha-(1,3)-fucosyltransferase 7; КФ 2.4.1.214) — фермент трансфераза семейства гликозилтрансфераз 10 (фукозилтрансферазы), продукт гена человека FUT7. Участвует в гликозилировании белков.

## Функции
Фермент катализирует образование альфа-1,3-гликозидной связи, что играет роль в синтезе лиганда E-селектина антигена сиалил-Lewis X (CD15). Переносит фукозил с ГДФ-β-L-фукозы на альфа-2,3-сиалированную полисахаридную цепь. 

## Структура и внутриклеточная локализация
FUT7 состоит из 342 аминокислоты, молекулярная масса 39,2 кДа. Как и другие фукозилтрансферазы этот белок, локализован на мембранах транс-отдела аппарата Гольджи. 

## Экспрессия
Экспрессирован на клетках лейкоцитарно-миелоидного ряда.